# Pleasant Hill (Louisiana)
Pleasant Hill és una població dels Estats Units a l'estat de Louisiana. Segons el cens del 2000 tenia 786 habitants.

## Demografia
Segons el cens del 2000, Pleasant Hill tenia 786 habitants, 293 habitatges, i 200 famílies. La densitat de població era de 194,5 habitants/km².
Dels 293 habitatges en un 37,5% hi vivien nens de menys de 18 anys, en un 44,4% hi vivien parelles casades, en un 18,8% dones solteres, i en un 31,4% no eren unitats familiars. En el 30% dels habitatges hi vivien persones soles el 14% de les quals corresponia a persones de 65 anys o més que vivien soles. El nombre mitjà de persones vivint en cada habitatge era de 2,53 i el nombre mitjà de persones que vivien en cada família era de 3,17.
Per edats la població es repartia de la següent manera: un 29,9% tenia menys de 18 anys, un 8,3% entre 18 i 24, un 27,1% entre 25 i 44, un 18,4% de 45 a 60 i un 16,3% 65 anys o més.
L'edat mediana era de 35 anys. Per cada 100 dones de 18 o més anys hi havia 76,6 homes.
La renda mediana per habitatge era de 18.068 $ i la renda mediana per família de 35.625 $. Els homes tenien una renda mediana de 38.125 $ mentre que les dones 17.500 $. La renda per capita de la població era de 13.188 $. Entorn del 26,8% de les famílies i el 30,5% de la població estaven per davall del llindar de pobresa.

## Poblacions més properes
El següent diagrama mostra les poblacions més properes.